# Friedrichshain-Kreuzberg
Friedrichshain-Kreuzberg is een van de 12 districten van Berlijn. Het district bestaat uit de stadsdelen Friedrichshain (voormalig Oost-Berlijn) en Kreuzberg (voormalig West-Berlijn). In het wapen van het district is de Oberbaumbrücke afgebeeld, die de enige vaste verbinding vormt tussen de twee stadsdelen. Kreuzberg ligt deels in de Teltow (streek) en de gelijknamige heuvel waar de wijk Kreuzberg naar genoemd is,  een van de natuurlijke verhogingen van het plateau. Op de Kreuzberg is het Viktoriapark gelegen.
Kreuzberg en Friedrichshain staan bekend als alternatieve districten met veel kunstenaars en studenten.

## Politiek
Samenstelling districtsraad
Friedrichshain |
Kreuzberg
Charlottenburg-Wilmersdorf · 
Friedrichshain-Kreuzberg ·
Lichtenberg ·
Marzahn-Hellersdorf ·
Mitte ·
Neukölln ·
Pankow ·
Reinickendorf ·
Spandau ·
Steglitz-Zehlendorf ·
Tempelhof-Schöneberg ·
Treptow-Köpenick